# Harpefoss
Harpefoss este o localitate din comuna Sør-Fron, provincia Oppland, Norvegia, cu o suprafață de 0,54 km² și o populație de 340 locuitori (2013).